# Hil Hernández
 (mars 2013).
Hil Yesenia Hernández Escobar (née en 1983 à Castro) est la Miss Chili pour Miss Terre 2006 et mannequin chilienne. Elle a été élus Miss Terre 2006 à Manille (Philippines).

## Télévision
- 2007 : Morandé con compañía (Mega) : Mannequin